# Полубратово
Полубра́тово — деревня в Калининском районе Тверской области. Относится к Верхневолжскому сельскому поселению. До 2006 года была центром Полубратовского сельского округа.
Расположена в 40 км к юго-западу от Твери, на реке Вязьма. Западнее деревни находится посёлок Комсомольский, центральная усадьба совхоза (сейчас СПК) «Комсомольский». Официально это отдельный населённый пункт (код ОКАТО 28220810105) с населением 279 жителей (в 2008 году). Фактически это новая часть деревни, и жители посёлка считают себя жителями Полубратова.

## История
По данным 1859 года деревня имела 227 жителей при 29 дворах. Во второй половине XIX — начале XX века деревня относилась к Черноручьевскому приходу Быковской волости Тверского уезда. В 1886 году — 40 дворов, 261 житель, водяная мельница; промыслы отхожие: плотники, разносчики. В 1919 году Полубратово центр одноимённого сельсовета Быковской волости Тверского уезда — 52 двора, 322 жителя.
В 1997 году в деревне — 12 хозяйств, 17 жителей; в посёлке — 101 хозяйство, 317 жителей.

## Население
| 1859 | 1886 | 1919 | 1997 | 2002 | 2010 |
| ---- | ---- | ---- | ---- | ---- | ---- |
| 234  | ↗261 | ↗322 | ↘17  | ↘14  | ↘5   |

Вместе с посёлком Комсомольский население в 2010 году — 242 чел.

## Инфраструктура
В деревне находятся:
- отделение почты Полубратово;
- МОУ Полубратовская основная общеобразовательная школа (филиал МОУ «Пушкинская СОШ»);
- Полубратовская библиотека;
- Полубратовский ДК;
- фельдшерско-акушерский пункт.

## Известные люди
В Полубратово родился Михаил Андреевич Бобров, отец и первый наставник Всеволода Боброва — великого советского футболиста и хоккеиста.

## Достопримечательности
В 4 км к западу от деревни церковь Михаила Архангела в бывшем погосте Холмец.